# 21 Ophiuchi
Désignations
21 Ophiuchi (en abrégé 21 Oph) est une étoile binaire de la constellation d'Ophiuchus. Elle est visible à l'œil nu avec une magnitude apparente combinée de 5,51. D'après la mesure de sa parallaxe annuelle par le satellite Gaia, le système est situé à environ 112 pc (∼365 al) de la Terre. Il se rapproche du Système solaire à une vitesse radiale de −26 km/s.
Sa composante primaire, désignée 21 Ophiuchi A, est une étoile blanche de la séquence principale de type spectral A0V et de magnitude 5,78. Son compagnon, 21 Ophiuchi B, est une étoile de magnitude 7,26 située à une distance angulaire de 0,7 seconde d'arc de 21 Ophiuchi A en 2020.